# 皮斯科

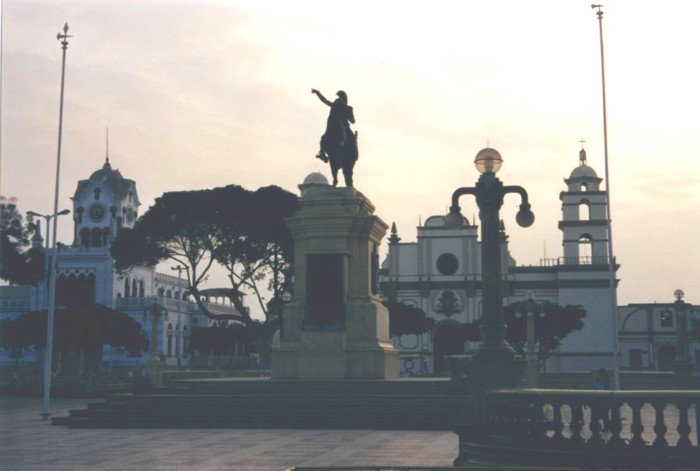

皮斯科（西班牙語：Pisco）是秘魯的城市，位於該國西南部，由伊卡大區負責管轄，距離首都利馬351公里，始建於1640年，面積3,978.19平方公里，海拔高度17米，2005年人口53,857。

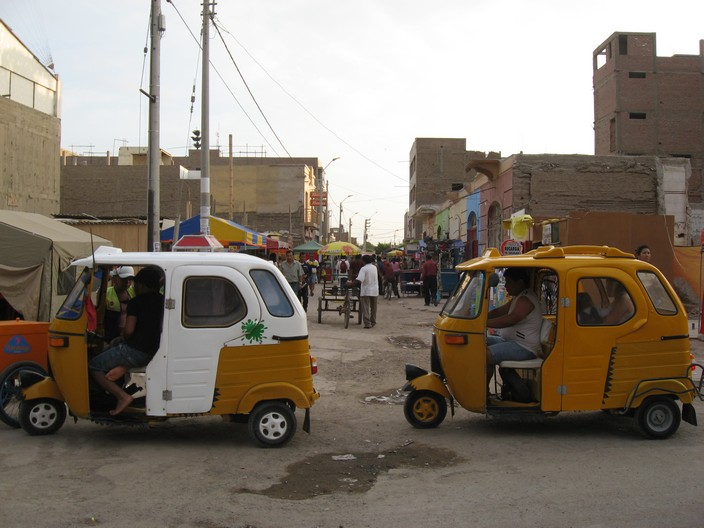
Deutsch: Das Strassenbild von Picso

## 友好城市
- 法國 干邑[1]

## 外部連結
- Pisco and the Paracas National Reserve （页面存档备份，存于）

13°42′35.93″S 76°12′11.54″W / 13.7099806°S 76.2032056°W